# 長谷川崚太
長谷川 崚太（はせがわ りょうた、1993年5月12日 - ）は、ジャパンラグビーリーグワン埼玉パナソニックワイルドナイツに所属するラグビー選手。

## プロフィール
- 千葉県出身。
- ポジションはロック(LO)、フランカー(FL)。
- 身長 188 cm、体重 98 kg
- 7人制日本代表に選ばれたことがある[1]。
- U20日本代表に選ばれたことがある[2]。

## 略歴
中学までサッカーをしており、高校からラグビーを始めた。
2012年、日本航空石川卒業後、大東文化大学に入る。なお日本航空石川時代、高校日本代表に選ばれたことがある。
2016年、大東文化大学卒業後、パナソニック ワイルドナイツ(現・埼玉パナソニックワイルドナイツ)に加入。同年8月26日に行われたジャパンラグビートップリーグ第1節のヤマハ発動機ジュビロ戦にて途中出場で公式戦初出場を果たす。
2019年5月、サンウルブズに追加招集された。